# قوس ولنغتون

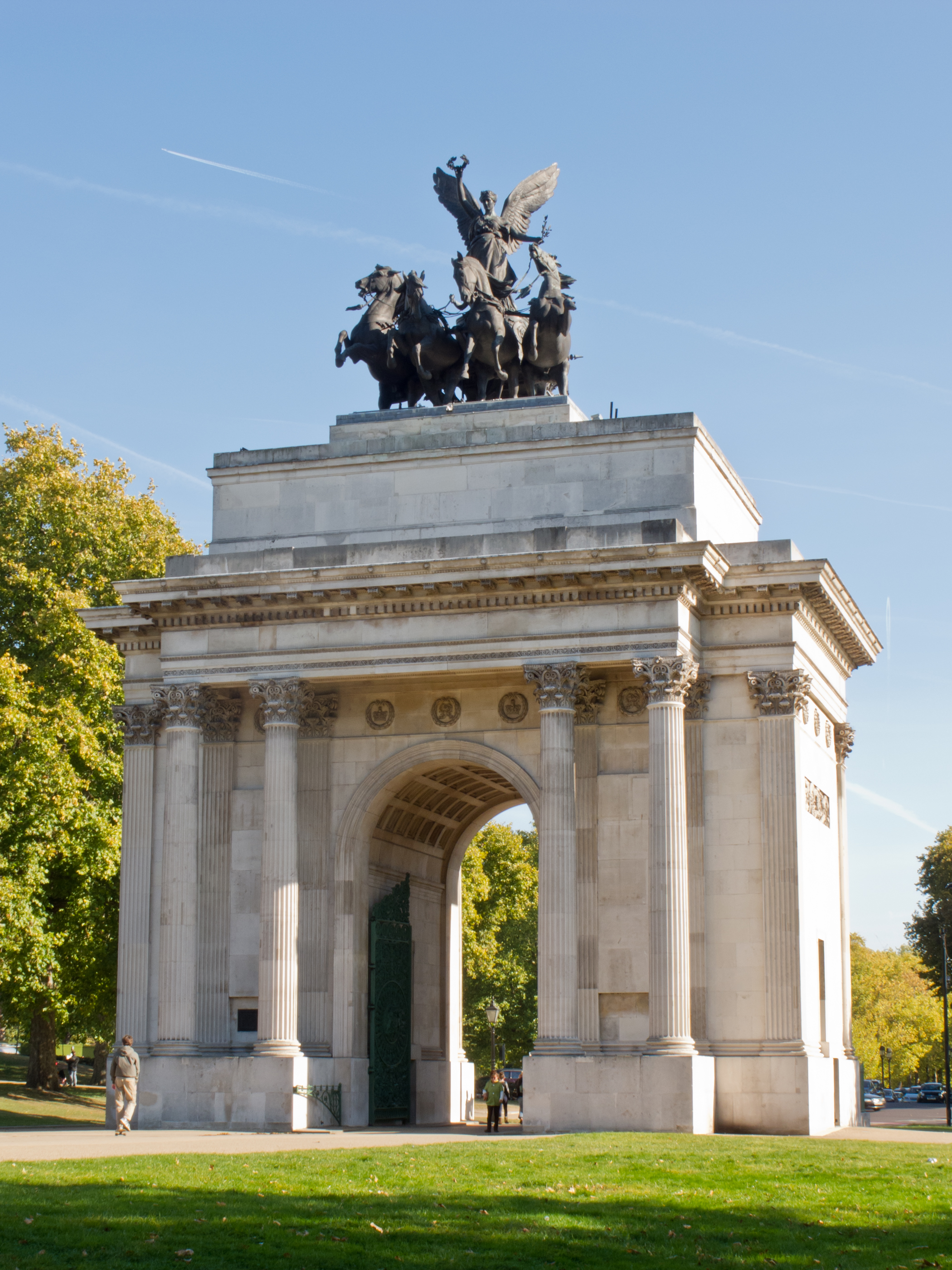
قوس ولنغتون.

قوس ولنغتون هو قوس نصر تقع عند الهايد بارك كورنر في وسط العاصمة البريطانية لندن.
يقع القوس مقابل قصر أبسلي. بني عام 1830 م كرمز انتصار بريطانيا في حروبها مع نابليون.